# 菲什萊克 (明尼蘇達州)
菲什萊克（英語：Fish Lake）是位於美國明尼蘇達州傑克遜縣克里斯蒂安尼亞鎮區的一個普查規定居民點。

## 人口
根據2020年美國人口普查的數據，菲什萊克的面積為3.24平方千米，當中陸地面積為2.37平方千米，而水域面積為0.87平方千米。當地共有人口75人，而人口密度為每平方千米23.15人。